# Rancho Johnson-Taylor
El Rancho Johnson-Taylor (en inglés: Johnson-Taylor Ranch Headquarters) es un rancho histórico ubicado en San Diego, California. El Rancho Johnson-Taylor se encuentra inscrito forma parte del Registro Nacional de Lugares Históricos en el Registro Nacional de Lugares Históricos desde el 31 de octubre de 1980. 

## Ubicación
El Rancho Johnson-Taylor se encuentra dentro del condado de San Diego en las coordenadas 32°56′18″N 117°08′18″O / 32.938333, -117.138333.